# Epitetracnemus
Epitetracnemus is een geslacht van vliesvleugeligen uit de familie Encyrtidae. De wetenschappelijke naam van dit geslacht is voor het eerst geldig gepubliceerd in 1915 door Girault.

## Soorten
Het geslacht Epitetracnemus omvat de volgende soorten:
- Epitetracnemus bandus Zhang & Shi, 2010
- Epitetracnemus comis Noyes & Ren, 1987
- Epitetracnemus intersectus (Fonscolombe, 1832)
- Epitetracnemus japonicus (Ishii, 1923)
- Epitetracnemus kosef Li & Byun, 2002
- Epitetracnemus lindingaspidis (Tachikawa, 1963)
- Epitetracnemus reni Zhang & Shi, 2010
- Epitetracnemus sexguttatipennis Girault, 1915
- Epitetracnemus shanghaiensis Si, Li & Li, 2010